# Света Петка (Шатрово)
Вижте пояснителната страница за други значения на Света Петка.
„Света Петка“ е възрожденска църква в изоставеното пиринско село Шатрово, България, част от Неврокопската епархия на Българската православна църква. Обявена е за паметник на културата. Тя е разположена на около 5 km северно от Горна Сушица. На 1,5 km северно от църквата се намира туристическият заслон „Златиновичка“.

## История
Според отец Ангел Столинчев, църквата „Света Петка“ е построена през 1866 година. Представлява масивна трикорабна псевдобазилика с размери – 16.5 метра дължина и 7 метра ширина. В западната си част е висока 5 метра, а в източната 3,5 метра. Женското отделение е дълго 4 метра и е пристроено по-късно. Църквата е била добре обзаведена. След изселването на Шатрово се поддържа от жителите на съседното село Държаново, но след изселването и на Държаново храмът е изоставен напълно. Иконите и част от останалия инвентар през 1960 година се пренасят в новата църква при гробищата на село Склаве, която в чест на шатровската църква се именува „Света Петка“.
В началото на 2019 година започват ремонтни дейности за възстановяавне на църквата. Към есента на същата година са възстановени покривът и увредените стени. Допълнително са изградени навеси и е укрепен подпорният насип.